# بريت سوميرز
بريت سوميرز (بالإنجليزية: Brett Somers)‏‏ (11 يوليو 1924 في سانت جون، كندا - 15 سبتمبر 2007 ) ممثلة، ومغنية، وممثلة مسرحية، وممثلة تلفزيونية، وممثلة أفلام من كندا.

## روابط خارجية
- بريت سوميرز على موقع IMDb (الإنجليزية)
- بريت سوميرز على موقع ألو سيني (الفرنسية)
- بريت سوميرز على موقع أول موفي (الإنجليزية)
- بريت سوميرز على موقع قاعدة بيانات برودواي على الإنترنت (الإنجليزية)
- بريت سوميرز على موقع إن إن دي بي (الإنجليزية)
- بريت سوميرز على موقع قاعدة بيانات الفيلم (الإنجليزية)
- بريت سوميرز على موقع كينوبويسك (الروسية)